# 下田昌克
下田 昌克（しもだ まさかつ、1967年7月24日 - ）は、兵庫県出身のイラストレーター、画家。
兵庫県立明石高等学校美術科を経て桑沢デザイン研究所を卒業した後、普通の生活のためにサラリーマンを目指してさまざまな仕事に就くがどれも長続きせず、日本各地を転々とするアルバイト生活を経て、26歳当時の1994年に初の海外旅行に出発し、北京ダックを食べるために向かった中国をはじめ、チベット、ネパール、インド、ヨーロッパを無計画に放浪し、帰国する。その旅行中の2年間に行く先々で出会った人々を色鉛筆で描いたポートレイトが、1997年に『週刊アサヒグラフ』で1年間連載される。これをきっかけに、本格的に絵の仕事を始める。
色鉛筆による色使いと描線が特徴であるほか、ミシンで作る恐竜の被り物でも知られる。それにちなみ、2015年1月16日から同年2月2日まで、書籍『恐竜人間』の発売を記念したイベント「大恐竜人間博」がパルコミュージアムで開催された。
2018年にはパリコレ 2018-19F/W『コム・デ・ギャルソン・オム プリュス』のランウェイのヘッドピースとして恐竜の被り物が採用された。同年8月にはコム・デ・ギャルソン青山店で恐竜作品のインスタレーションを行った後、ニューヨーク、パリのコム・デ・ギャルソン、銀座、ニューヨーク、ロンドン、北京、香港、LAのDover Street Marketを巡回した。

## 作品
ISBNや脚注の無いものは、公式サイトのプロフィールを出典としている。

### 著作
- そらのいろ みずいろ（2001年、小峰書店 刊） ISBN 9784338069311
- PRIVATE WORLD（2002年、山と渓谷社 刊） ISBN 9784635280587
- バナナの蜜（2007年、講談社 刊） ISBN 9784062140850
- ヒマラヤの下 インドの上（2008年、河出書房新社 刊） ISBN 9784309255217

### 共著・挿絵
- 羽がはえたら（2000年、ウーリー・オルレブ 作、小峰書店 刊） ISBN 9784338133067
- ぼくがぼくであること（2001年、山中恒 作、岩波書店 刊） ISBN 9784001140866
- うろこだま てのひらむかしばなし（2004年、長谷川摂子 著、岩波書店 刊） ISBN 9784001163643
- 子ども版 声に出して読みたい日本語1「どっどどどどうど 雨ニモマケズ/宮沢賢治」（2004年、齋藤孝 著、草思社 刊） ISBN 9784794213303
- かぜがおうちをみつけるまで（2009年、ボブ・サム 話、谷川俊太郎 訳、スイッチ・パブリッシング 刊） ISBN 9784884182885
- くじらのうた（2010年、ウーリー・オルレブ 作、母袋夏生 訳、岩波書店 刊） ISBN 9784001156409
- 恐竜人間（2015年、谷川俊太郎 著、藤代冥砂 写真、パルコ） ISBN 9784865061154
- 恐竜は今も生きている（2015年、富田京一 著、ポプラ社 刊） ISBN 9784591147191
- 恐竜がいた（2016年、谷川俊太郎 著、スイッチ・パブリッシング 刊） ISBN 9784884184513

### 雑誌連載
- 週刊アサヒグラフ（1997年、朝日新聞社 刊）
- 月刊アウトドア（2000年1月 - 2001年8月、山と渓谷社 刊）
- VS.（2004年、光文社 刊）
- 買って後悔？買わなきゃ後悔!!（2009年 - 2010年、coyote/スイッチ・パブリッシング 刊）
- ウォーターゲーム（2015年 - 2016年、北海道新聞、東京新聞、中日新聞、西日本新聞）[4]

### テレビ
- 幕末ヒーロー伝（第1話『鞍馬天狗』、2002年、NHK）
- 二人のTAKESHI（2002年、NHK）
- てれび絵本（絵本『そらのいろ みずいろ』、2005年、NHK）
- 情熱大陸（2006年、MBS）[5]
- NEWS23X（オープニング、2010年、TBS）

### 映画
- クローズド・ノート（美術、2007年）
- ステキな金縛り（法廷画家の日村たまるの絵、2010年）
- 三里塚のイカロス（アニメ原画、2017年）[6]

### 挿絵
- 運命の人（『文藝春秋』連載時、2005年 - 2009年）
- RiCE（創刊号表紙、2016年）[7]

### オブジェ
- サニーデイ・サービス『クリスマス』（アルバム『Popcorn Ballads』に収録のMV、2017年）[8]